# Рогацкин, Борис Владимирович
Бори́с Влади́мирович Рога́цкин (род. 1 ноября 1949, Свердловск, РСФСР, СССР ― 14 августа 2013, Екатеринбург, Россия) — бывший советский фигурист, впоследствии советский и российский тренер, кандидат в мастера спорта СССР и Заслуженный тренер РСФСР по фигурному катанию.

## Биография
Начал заниматься фигурным катанием в возрасте шести лет на стадионе «Динамо» города Свердловска под руководством тренера Кузьминых Евгения Ивановича. Во время учёбы в школе одержал ряд победа на местных и региональных соревнованиях. Принимал участие в юношеских первенствах РСФСР и СССР в составе команды Свердловской области, хотя в целом специализировался в одиночном катании.
После окончания школы в 1968 году поступил в Свердловский государственный педагогический институт. В 1971 году, после окончания института, переехал в город Запорожье, где стал старшим тренером в ДЮСШ по фигурному катанию. Завершил спортивную карьеру в спортивном звании «Кандидат в мастера спорта СССР».
В 1974 году вернулся вместе с семьей в Свердловск и двумя воспитанницами, одна из которых (Наталья Лебедева) впоследствии стала двукратным серебряным призёром Чемпионата Европы. Поступил на работу в ДСО «Локомотив», где проработал вплоть до 1976 года. После этого был приглашён в аппарат Свердловского областного комитета по физической культуре и спорту на должность тренера по фигурному катанию, затем сменил ещё несколько спортивных учреждений в городе.
За годы работы подготовил мастера спорта международного класса Наталью Лебедеву и более 15 мастеров спорта: чемпионку России Елену Шмакову, победителей и призёров первенства страны Яну Дубовцеву, Екатерину Емельянову, Наталью Букрееву. Множество прочих воспитанников тренера входили в составы сборных команд СССР, РСФСР, Российской Федерации.
В 1989 году был удостоен звания «Заслуженный тренер РСФСР». С 1994 года был членом президиума Федерации фигурного катания России, с 1996 года также член тренерского совета России. В 2002 году был награждён почетным знаком «За заслуги в развитии физической культуры и спорта».
В 2010 году был избран президентом Федерации фигурного катания Свердловской области.
Скоропостижно скончался 14 августа 2013 года. Похоронен на Широкореченском кладбище.